# Paracaryum tenerum
Paracaryum tenerum är en strävbladig växtart som beskrevs av Joseph Friedrich Nicolaus Bornmüller. Paracaryum tenerum ingår i släktet Paracaryum och familjen strävbladiga växter. Inga underarter finns listade i Catalogue of Life.